# Bürgermeisterei Saarbrücken
Die Bürgermeisterei Saarbrücken im Kreis Saarbrücken im Regierungsbezirk Trier in der preußischen Rheinprovinz war eine Bürgermeisterei
mit 2 Städten, 2 Dörfern, 2 Weilern, 3 Höfen und 7 Bauergütern, welche 657 Feuerstellen und 8614 Einwohner hatten (Stand 1828).
Darin:
- Saarbrücken, eine Stadt an der Saar, über welche eine steinerne Brücke führt, welche diese Stadt mit der Stadt St. Johann verbindet, die gleichsam als eine Vorstadt von jener zu betrachten ist. Beide Städte haben zusammen 510 Privatwohnhäuser, 40 Gebäude für Staats- oder Gemeinde-Zwecke, 29 Fabrikgebäude, Mühlen und Privat-Magazine. Die Anzahl der Einwohner war 7163 (im Jahre 1828).
  - Saarbrücken allein hat 1 Evang. Pfarrkirche, 1 Synagoge, 310 Privatwohnhäuser, 4110 Einwohner (im Jahre 1828), ein Gymnasium, eine Hebammen Lehr-Anstalt, ein Arresthaus, Eisen- und Alaun-Fabriken, Tuchmanufakturen, Tabaks-Fabriken, Handel mit Steinkohlen, Holz und Eisen, Schifffahrt und in der Nähe Steinkohlen- und Eisengruben. Die Stadt ist u. a. Sitz der landrätlichen Behörde und eines Friedensgerichts für die Bürgermeistereien Saarbrücken, Völklingen, Gersweiler, Klein-Blittersdorf, Arnual und Ludweiler. Zur Stadt gehören: die Höfe Rodenhof und Teutschhaus, die Tabaksfabrik Sensenwerk, die nicht mehr betriebene Fabrik Drahtzug und die Teutsch-Mühle.
- St. Johann hat 1 Evang., 1 Kath. Pfarrkirche, 200 Privatwohnhäuser, 1 Ziegelei, 3053 Einwohner (im Jahre 1828). Zur Stadt gehören: das Bauergut Krämershaus, die Kohlen-Niederlage Kohlwaage, die Ober-, Mittel-, Unter- und Säg-Mühle.

- Malstatt, ein Dorf an der Saar, mit 1 Evangel. Pfarrkirche, 48 Fst., 339 Einw., einer Kienrußfabrik, einer Ziegelei und Schleifmühle. Dazu gehören die Bauergüter Kaisershäuschen, Neuerrodenhof und Rastpfuhl mit 4 Fst., 32 Einw.

- Burbach, ein Dorf an der Saar, mit dem Ludwigsberger Torhaus, 1 Mahl- und Ölmühle, 1 Ziegelei, 44 Fst., 358 Einw. Dazu gehören die 2 Bauergüter Fischerhaus mit 2 Fst., 15 Einw.

- Rußhütte, ein Weiler mit dem Rushütterhof, 26 Fst., 346 Einw. und Steinkohlengruben.

- Brebach, ein Weiler am Einfluss des Scheidter Bachs in die Saar, mit der Karchers Walk- und Ölmühle, der Kronen- und Walk-Mühle, 45 Fst., 361 Einw. und dem Eisenhammer-, Walz- und Schneidewerk Halberg.